# スピードウェイ (オートバイ)
スピードウェイ（英:speedway・motorcycle speedwayとも）は、4人の選手が平らなオーバルコースのダートトラックを反時計回りに4周走行するオートバイ競技である。スピードウェイでは選手がコーナーで車体を傾かせ、後輪を滑らせるテクニックを使い走行する。
スピードウェイは、トラックレーシング（en:Track racing）の一種目として国際モーターサイクリズム連盟（以下FIM）が国際的に統括しており、各国内での大会はFIMの傘下団体がこれを統括している。各国内および国際規模の大会が開催されており、国別対抗戦のスピードウェイ・ワールドカップ（SWC）や、個人の好成績者が出場して世界チャンピオンを争うスピードウェイ・グランプリ（SGP）などが行われている。中央ヨーロッパから北ヨーロッパにかけては人気の競技であり、それに次ぐ規模でオーストラリアや北アメリカでも行われている。
競技としての正確な発祥は不明だが、第一次世界大戦前のアメリカ合衆国や、1910年代後半から1920年代前半ごろのオーストラリアで、既にスピードウェイのレースが実施されていた記録が残されている。

## スピード

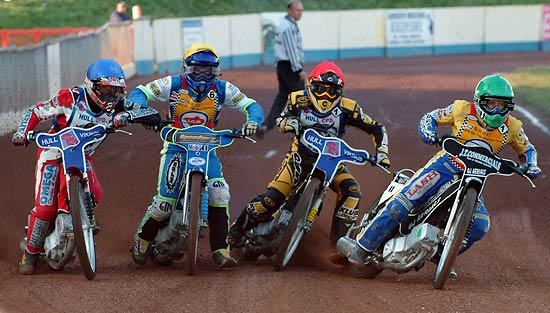
4人のライダーが折り重なるように最初のコーナーへ入る。肘に注目

それぞれのトラックには260mから425mまでの周回長があり、それを約1分で4周する。例として10回オーストラリアチャンピオンとなったリー・アダムス（en:Leigh Adams）は、342mのトラックを59秒で4周回し、平均速度83km/hの記録を出している。直線距離の長いトラックでは最高速度110km/h以上のスピードを出せるが、コーナー部分では平均速度は低下する。
スピードウェイの競技用車両（以下レーサー）はスタートから1・2秒ほどで「カーブスピード」と呼ばれるコーナーを周回する速度域（平均速度よりやや低い）、おおよそ2.5秒から3秒ほどで100㎞/hほどに達する加速性能を持つ。

## トラック

一般的なスピードウェイ向けトラックのレイアウト

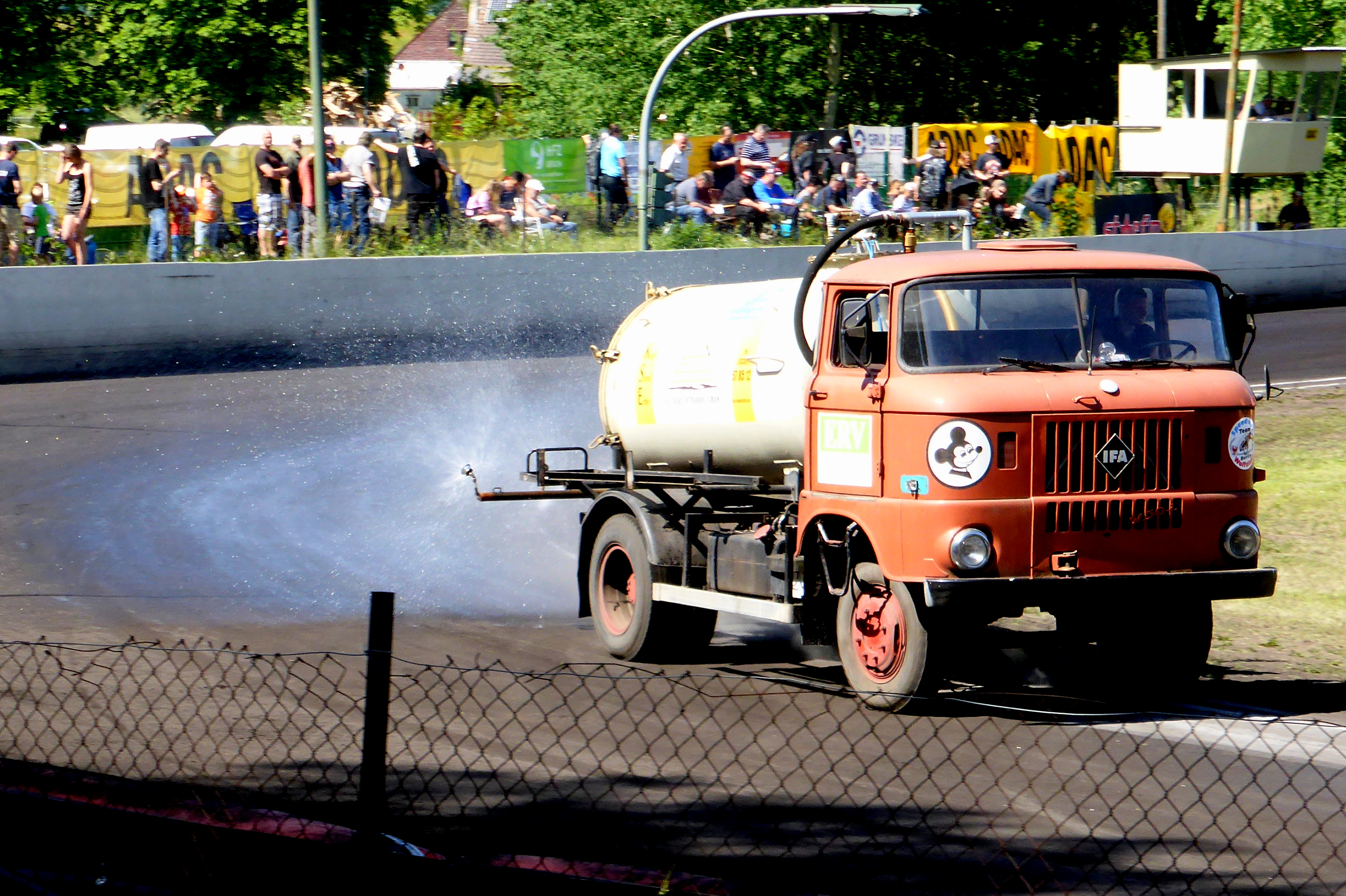
埃を防ぐためトラックに水を撒く

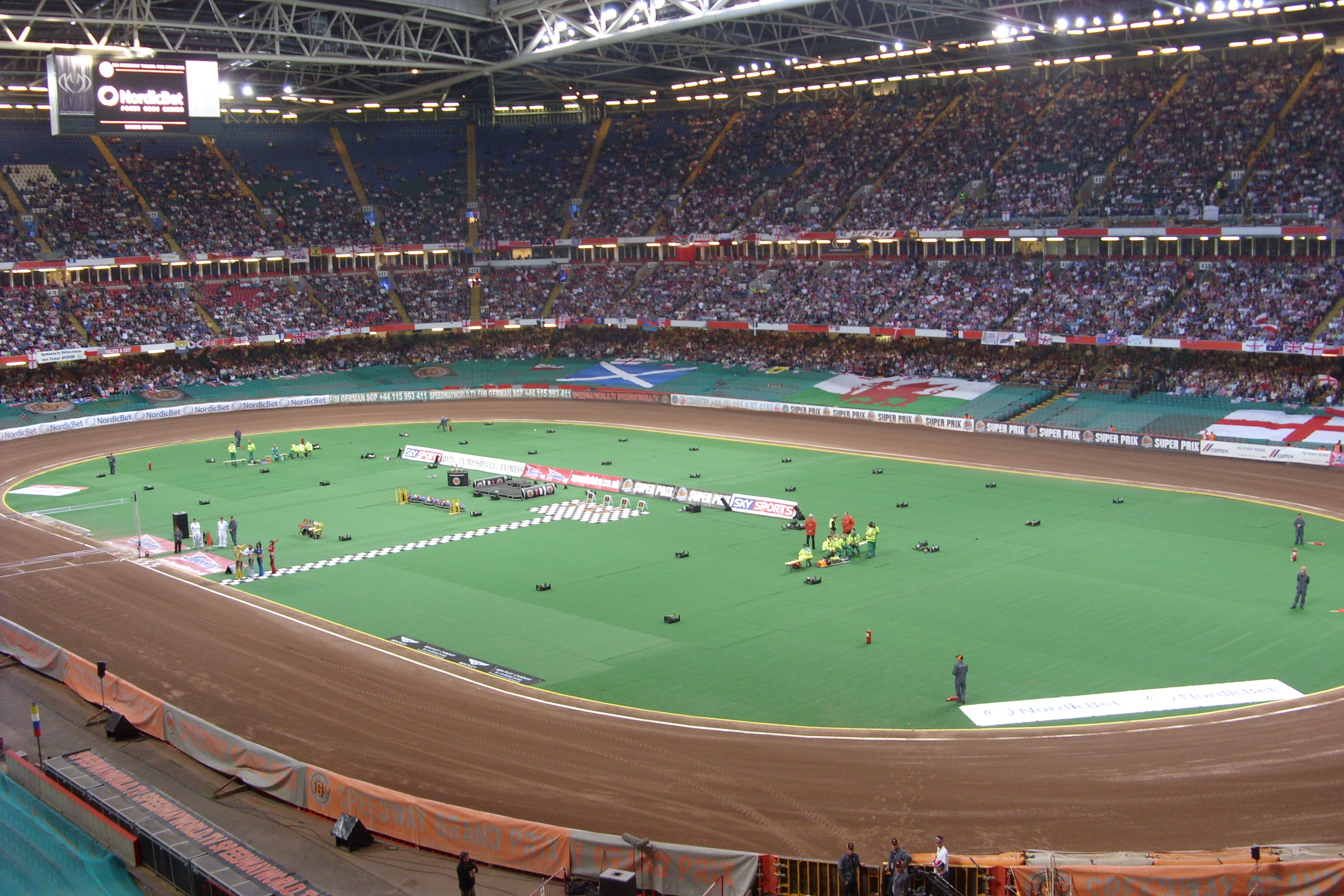
ミレニアム・スタジアムのフィールド内に設置されたトラック

プロの選手（以下ライダー）がレースを行なうスピードウェイのトラックについては、FIMが周回長や安全に関する設備の設置について規定している。レースは2つの直線を2つの半円で繋いだ平面のオーバルトラックで行われ、その長さは260mから425m（850フィートから1500フィート）の間までとなっており、周回長は内側の境界から1mの距離で測定される。なおトラックにバンク（傾斜）をつけてもかまわないが、直線で5％・コーナーで10％を超えず、内側の境界から外側のフェンスまで直線的に一定の傾斜をつけなければならない。トラックの幅は直線で10m以上、コーナーでは14m以上でなければならないが、これはライダーに安全なライディングを行うための広さを与えるためである。トラックは白線またはフェンスなどにより内側と外側の境界が定められており、ライダーがレーサーの両輪を境界からはみ出させた場合は失格となるが、安全確保または相手の妨害などでレフェリーにやむを得ないと判定された場合は除く。スタートラインは二つの直線のうち一方の中央部分を横断するように白線を引き、さらにスターティングエリアとして4つのレーン（ゲート）を均等に設けるためスタートラインから直角に3本の白線を1m以上後ろへ引く。ルールではスタートの判定機器およびシグナルを設置することも決められており、同じくスタートラインの周辺に設置される。スターティングゲートはバリヤー式ゲートという2本または3本のテープをバネで跳ね上げる単純なもので、テープが持ち上がるとスタートになる。
トラックの表面は4層式の構造となっており、表面上には頁岩・花崗岩・煉瓦（アンツーカー）・ドロマイトなどを7mmより細かくしたものを3cm以上の厚さで敷き詰めている。表面上は均さなければならず、レースの合間にはトラックの形状に対応させたトンボを装着したスポーツトラクターにより表面を均している。またトラックの表面が乾き過ぎないよう、必要ならミーティングの合間に散水し観客やライダーを土煙から防ぐ。なお表面の層にコンクリート・アスファルト・ターマックなどを使用するのは禁止されている。
FIMの安全規定には吊り下げ式金網フェンス・エアフェンス・木製フェンスなどを使用することが記されており、イギリスやポーランドの国内リーグ戦、ワールドカップおよびグランプリなどではトラックにフェンスの設置が義務づけられている。このうちエアフェンスは膨らませたものをコーナーの周りに設置し、フェンス同士をバルブやポートにより繋げることで、衝突した際に周りのフェンスへ空気を移動させ衝撃を減らす設計になっている。なおトラックの外側には安全地帯も設けられており、それにより観客側にレーサーやライダーが突っ込む危険性を減らしている。
ほとんどのスピードウェイ向けトラックは専用施設となっており、他の種目はサイドカースピードウェイ（en:Sidecar speedway）やバンガーレーシング（en:Banger racing）などが行われている。なお大規模な大会を開催するためFIMは既存の施設内に仮設のトラックを設置することを認めており、スピードウェイグランプリをイギリスのカーディフにあるミレニアム・スタジアムで開催するケースなどがある。
FIM規格のトラックではレーサー用の車庫やピットだけでなく、救護や記者のためのエリアの設置も義務付けられている。。

## レーサー

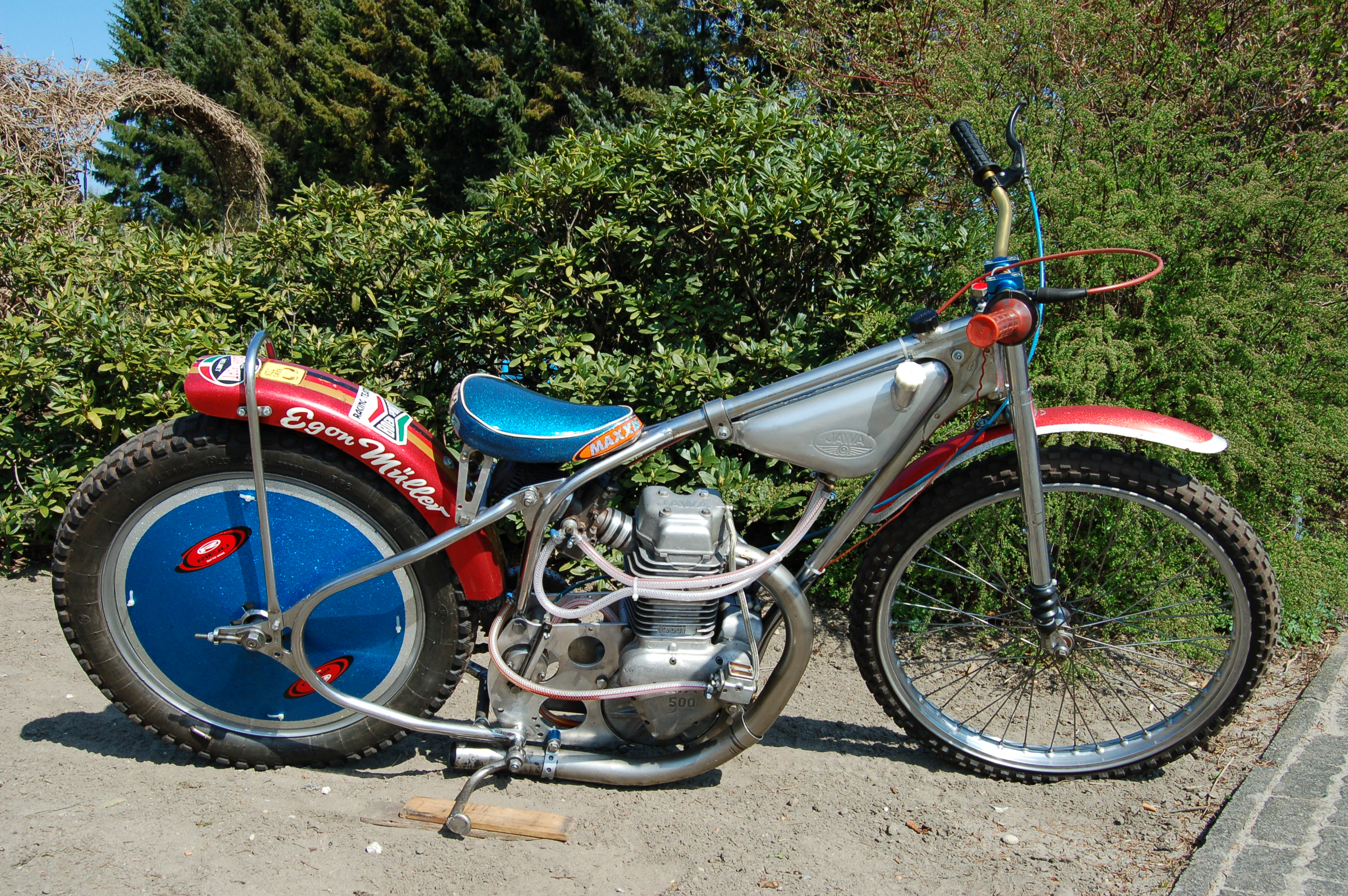
500ccのアップライトエンジンを搭載した、ヤワ製造のスピードウェイレーサー。1983年のワールドチャンピオン、エゴン・ミュラー
（:en:Egon Müller）の車両

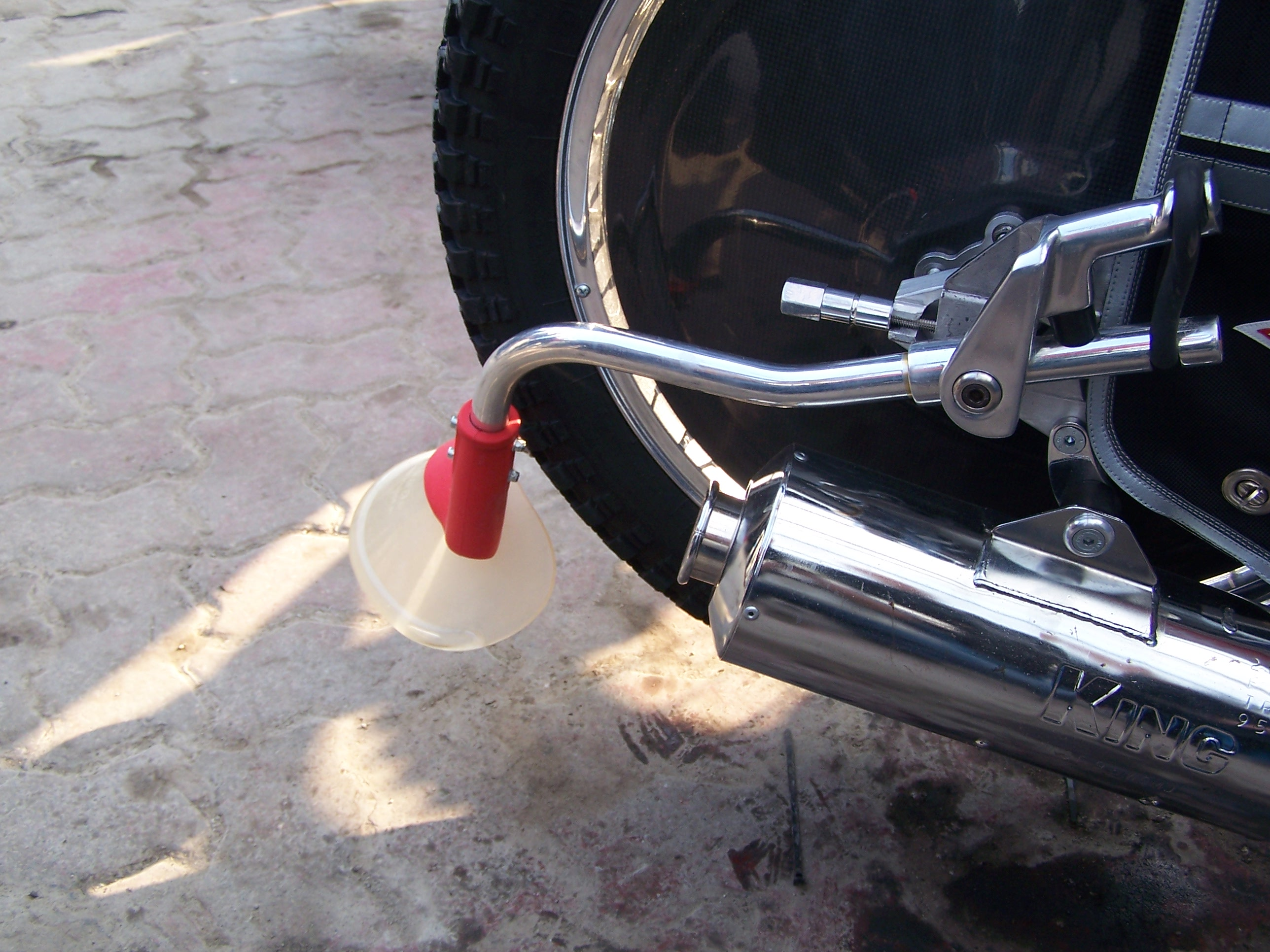
後方にダートが巻き上がるのを防ぐダートデフレクター。

スピードウェイのレーサーは、FIMによって規定されており、普通のオートバイとは異なるタイプの車両を使用する。かつては直立しているアップライトエンジン（フレームへのエンジン搭載方法からきた名称）をフレームに搭載させた車体が使用されていたが、現在のプロライダーは運転のしやすさから傾斜させたレイダウンエンジンを搭載した車体を使用している。ブレーキの使用は禁止されており、クラッチはスタートで発進するためだけに使用される。FIMの規定では500ccの最低車体重量77kg以上、純メタノール燃料の使用、ブレーキの装備禁止、1速ギアの装備などが定められており、ギアのスプロケットは前後ともトラックの状況に合わせてライダーが交換しギア比を調整することができる。メタノールを使用するのは高圧縮比のエンジンに適し、他の燃料よりも出力を引き出して速いスピードを出せるためである。
レーサーにおける規定
- 最低車体重量77kg以上（燃料なしでの重量）
- エンジンは4サイクル単気筒で排気量500cc以下、シングルキャブレターで、点火プラグは一本とする。
- エンジンパーツに対するガードの装備
- チェーンやスプロケットなどの回転部位に指先を挟まれないためのガードの装備
- チェーンが切れた際に自分や相手のライダーを怪我させない構造を持つ足掛けの装備
- ダートによって壊れない強度を持つプラスチック部品の使用
- ダートデフレクター（泥除け）の装備
- 純メタノール燃料の使用
- 承認規格のサイレンサー装着
- 650mmから850mmまでの幅のハンドルバー装着

レーサーにおける禁止規定
- チタン部品の使用
- コーティングされていないセラミック部品の仕様
- 遠隔測定部品の搭載（タイム計測を除く）
- エンジン用のエレクトロニックコントロールユニット搭載
- ブレーキの装備
- エンジンに過給機またはターボチャージャーを装備すること

さらに全てのレーサーには、安全のための装置として電気回路を遮断するスイッチが装備されており、レーサー側のスイッチを長さ30cmまでのストラップでライダーの右手首に繋げ、それを引っぱるだけで遮断する構造になっている。なおエンジンは高圧縮比仕様なのでエンジンブレーキによりレーサーを減速でき、スロットルを閉じればエンジンは停止してしまう。ただしライダーがわざとトラック上にレーサーを横倒しさせて止めることもあるが、これは後ろを追走するライダーが、前の転倒を避けるためのテクニックとして行なうものである。かつてはエンジンを緊急停止させる際には、プラグコードをプラグから引き抜くか、燃料供給装置を止めて対応した。

## レース

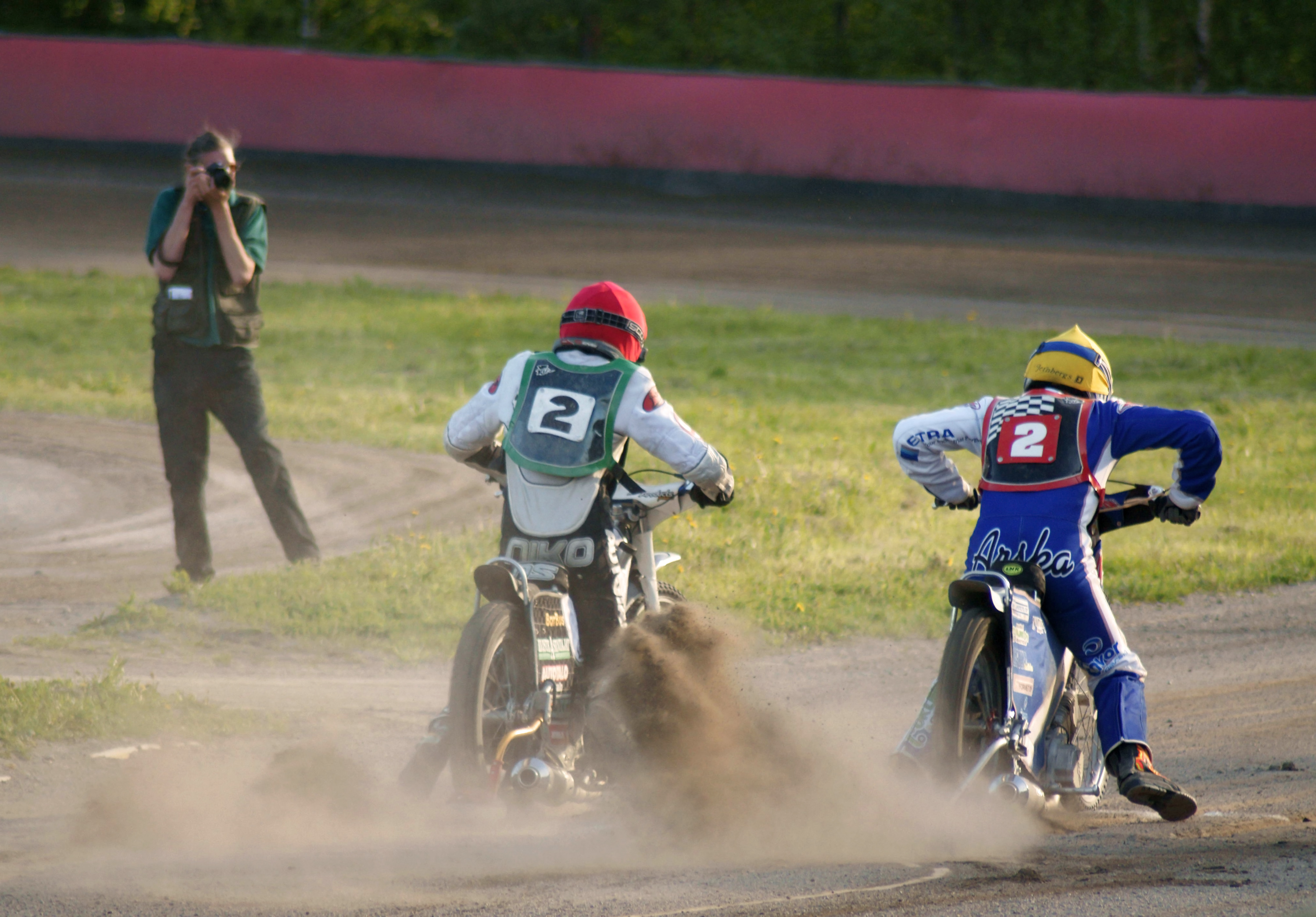
スタート直前

レース（ヒート）は4人のライダーが、スタートエリアとして4つに分けられたグリッドに並び、スタンディングスタートから4周する。ライダーは色が付けられたヘルメットまたはヘルメットカバーを着用しており、個人戦ではヘルメットの色はレースでのスタートする位置を表している。赤は内側の「ゲート1」で、以下は青が「ゲート2」、白が「ゲート3」、黄が「ゲート4」と外側に並ぶ。なお2チームが2人ずつライダーを走らせるチーム対抗のリーグ戦ではホームチーム側が赤・青のヘルメット、ビジターチーム側は白・黄のヘルメットを着用し、ヒートごとにゲート1・3とゲート2・4をチーム配置が公平になるよう入れ替える。また4チームがヒートごとに1人ずつライダーを出す対抗戦では色に関わらず事前にゲートの位置が決められている。ライダーはスタート時に他人の力を借りず自分でレーサーをゲートまで運転し、横一列に並ばなけらばならない。またチーム戦では各チームのライダーが入れ替わりでゲートの位置まで移動しなければならない。
ライダーは決められた時間内にスタートラインに並ばないと失格になる。並ぶまでの時間は2分間で、レフェリーがベル・オレンジ回転灯・デジタルタイマーのいずれかにより表示しており、それまでにライダー全員が自分でスタートラインに並ばなけらばならない。ただし2つのレースに連続して出走するライダーがいる場合などは、審判の判断でレースの間隔を開け、ライダーに対し準備のための時間を与えることがある。

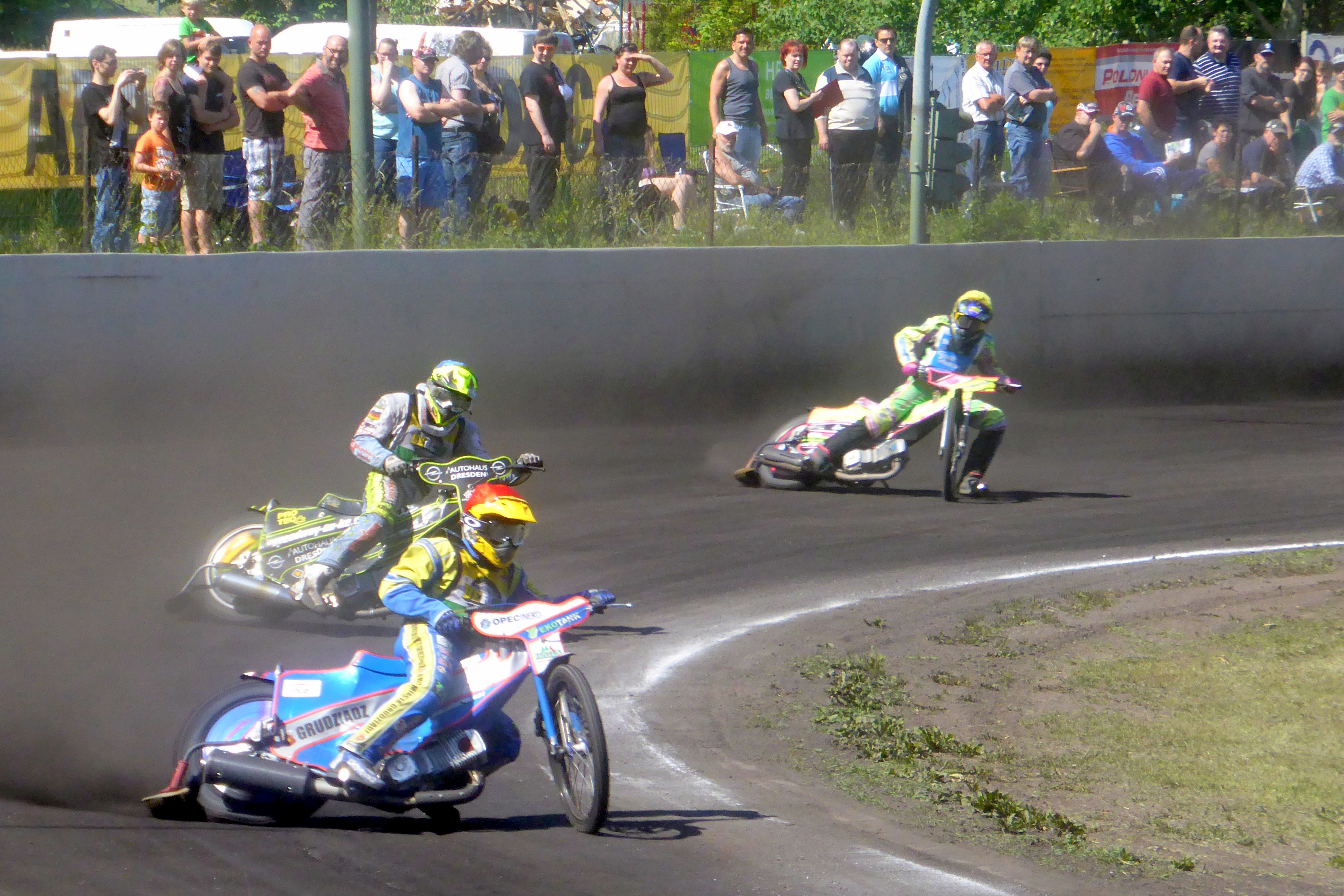
ブロードサイディング（:en:Broadsiding）でコーナーを回るレーサー

スターティングゲートには2本以上のテープがスタートライン上に張られており、緑の信号が出たらライダーはテープから10cm以上離れ、テープが持ち上がるまで動いてはならない。動いてテープに触れた場合は不正スタートと判定され、ペナルティがつけられる。
レフェリーによりゲートのテープが持ち上げられたらスタートとなり、ライダーはトラックの境界から両輪がはみ出さないように、反時計回りにトラックを周回しなければならない。スタートはレースにおける全てを握る重要なもので、「ゲーティング」と呼ばれるスタートからの正しいコース取りができれば最初のうちは他のライダーより優位に立てる。ただしレースが進めば平均速度を上げることのほうが重要になる。またライダーはリスクを覚悟でレースラインと呼ばれるコース取りより、トラックにあるグリップの良い場所を探し、それを見つけることができれば、内側や外側を走る他のライダーより速いスピードで走れ優位に立てることもある。
ライダーはレーサーで横滑りしながらコーナーを回るが、この時パワースライドやブロードサイディングというテクニックで後輪に表面上を削るような勢いを与え、車体を曲げつつコーナーを回っていく。この時ライダーはコーナーの内側となる左脚を移動させてバランスを取っており、場合によっては左足を地面に擦りつけるため、左足にはブーツの下に鉄製の靴を履いている。スピードウェイにおけるライダーの技量は、コーナリングの際にレーサーを減速させつつ進むコースを確保するライディングをできるかどうかに全てがかかっている。
レース中はライダーがエンジンの押しがけを含めて他人の手助けを受けることはできない。かつては押しがけの手助けが認められスタートラインから30mの位置に押しがけの許容限度となる白線が引かれていたが、現在は安全上の問題があることから手助けは認められない。